# Kelimjar
Il Kelimjar (in russo Келимяр?) è un fiume della Russia, affluente di destra dell'Olenëk, che scorre nella parte settentrionale della Siberia Orientale, nella Sacha (Jacuzia).
Il fiume a origine dalle alture Čekanovskij, e scorre in direzione nord-occidentale costeggiandone i rilievi. Sfocia nell'Olenëk nel suo basso corso, a 186 km dalla foce. Il fiume ha una lunghezza di 254 km; il bacino è di 4 050 km². Gela dalla prima metà di ottobre, sino all'inizio di giugno. I maggiori affluenti sono, da sinistra, l'Olongdo, lungo 85 km, e il N'ëkju, lungo 70 km.